# Virtus Pallacanestro Bologna 1935

## Roster
Virtus Bologna
- Venzo Vannini (capitano)
- Livio Brisco
- Galeazzo Dondi Dall'Orologio
- Gelsomino Girotti
- Giancarlo Marinelli
- Athos Paganelli
- Bruno Pirazzoli
- Nunzio Stallone
- Napoleone Valvola

## Staff Tecnico
- Allenatore:  Vittorio Ugolini

## Risultati
- Divisione Nazionale: 2ª classificata nel girone A a 6 squadre (8-2); 3ª classificata nel girone finale a 4 squadre (2-4).